# Floricomus nigriceps
Floricomus nigriceps is een spinnensoort in de taxonomische indeling van de hangmatspinnen (Linyphiidae).
Het dier behoort tot het geslacht Floricomus. De wetenschappelijke naam van de soort werd voor het eerst geldig gepubliceerd in 1906 door Nathan Banks.